# Draba globosa
Draba globosa är en korsblommig växtart som beskrevs av Edwin Blake Payson. Draba globosa ingår i släktet drabor, och familjen korsblommiga växter. Inga underarter finns listade i Catalogue of Life.